# Йосиф (Курцевич-Коріятович)
Йо́сиф Курце́вич-Коріато́вич  (Єзекіїль Курцевич, світське ім'я Курцевич-Булига Іван Дмитрович або Єзекіїл; Курчевич руського гербу Курч; 9 грудня 1589, можливо Біла Церква Білоцерківського староства Київського воєводства, тепер райцентр Київської області — 15 червня 1642) — церковний православний діяч, єпископ Київської митрополії та Руської православної церкви. Один із засновників Київського братства і Київської братської школи, єпископ, архієпископ Суздальський і Таруський. Походив із князів.

## Біографія

Герб Курч роду Курцевичів

Належав до білоруського князівського роду Курцевичів. Закінчив Падуанський університет (Італія). Прийняв чернецтво, згодом став архімандритом Запорізького Трахтемирівського монастиря. Його ім'я стоїть одним із перших, хто вписався до братського реєстру Київського братства 1616 р.:

| «Бачу, — писав він, — справу зело добру — составленіє Братства во граді Києві і того ради всігда есм готовий з ним пострадати, добро і зло і кров мою за благочестіє дати…» |
1619 року вступив до Луцького братства і разом із 47 представниками аристократії й шляхти Волині. Під листом, в якому гарантувалося заступництво, політична та матеріальна підтримка братству підписався так:

| «Іезекіил Курцевич, архимандрить Терехтемировскій і для того і руку мою підписую власною рукою». |
1620 року — висвячений Патріархом Єрусалимським Феофаном на єпископа Володимирського і Берестейського, однак через опір польської влади посісти кафедри не зміг.
У листопаді 1620 року Курцевич разом з гетьманом Петром Сагайдачним брав участь у роботі польського сейму, на якому порушувалось питання про визнання нової православної ієрархії Київської митрополії. Уявивши себе жертвою поляків та уніатів, близько 1624 (за деякими даними, в липні 1625) року втік до Московії.
У серпні 1626 (за деякими даними, у серпні 1625) року висвячений на архієпископа Суздальського та Таруського. Майже одразу після призначення Йосифа у Суздаль місцеві мешканці починають подавати московському цареві на нього чолобитні, скаржитись на те, що він з великою жорстокістю ставиться до своїх підлеглих та виявляє велике користолюбство.
1634 року судом Патріарха Московського Іоасафа I був позбавлений сану та засланий у Соловецький монастир, де 1642 року помер.